# اوون، استرالیای جنوبی
اوون (به انگلیسی: Owen) یک شهرک در استرالیا است که در استرالیای جنوبی واقع شده‌است.